# Krîkivți, Nemîriv
Krîkivți (în ucraineană Криківці) este localitatea de reședință a comunei Krîkivți din raionul Nemîriv, regiunea Vinnița, Ucraina.

## Demografie
Componența lingvistică a localității Krîkivți
     Ucraineană (98,63%)
Conform recensământului din 2001, majoritatea populației localității Krîkivți era vorbitoare de ucraineană (98,63%), existând în minoritate și vorbitori de alte limbi.